# باودیرکورت، موزل
باودیرکورت (به فرانسوی: Baudrecourt) یک کمون (فرانسه) در فرانسه است که در canton of Delme واقع شده‌است. باودیرکورت ۵٫۰۷ کیلومتر مربع مساحت دارد ۲۷۰ متر بالاتر از سطح دریا واقع شده‌است.